# НК Ядран (Пореч, Хорватия)
НК Ядран — хорватский футбольный клуб из города Пореч. Выступающий в Третьей лиге Хорватии западной зоны. Свои матчи проводит на стадионе Вели Йоже.

## История и достижения
Клуб основан в 1948 году хорватским гандболистом Лухо Дьери, как спортивный клуб Ядран. Клуб начал играть во втором дивизионе Хорватии только в сезоне 92/93. До этого Ядран участвовал в любительских региональных и городских лигах. В сезоне 96/97 выиграл западную группу третьего дивизиона. В сезоне 97/98, играл в плей-офф за выход в Премьер-лигу Хорватии по футболу, что является высшим достижением клуба. Позднее вылетел в третий дивизион, откуда поднимался только один раз, победив в сезоне 2005/06. Спустя сезон опять вылетел из второй лиги. В настоящее время Ядран участвует в западной зоне третьей хорватской лиги. Иногда участвует в межрайонной лиге Риеки, где победил в розыгрыше 2015/16.

## Достижения
| Место    | Турнир          | Сезон   |
| -------- | --------------- | ------- |
| 1-е      | ХНЛ — Запад     | 1996/97 |
| Плей-офф | Второй дивизион | 1997/98 |
| 1-е      | ХНЛ — Запад     | 2005/06 |
| 1-е      | Лига Риеки      | 2015/16 |